# 1465
1465 — невисокосний рік, що починається в неділю за григоріанським календарем. Це 1465 рік нашої ери, 465 рік 2 тисячоліття, 65 рік XV століття, 5 рік 7-го десятиліття XV століття, 6 рік 1460-х років.
Пізнє Середньовіччя •  Відродження •  Реконкіста •  Ганза •  Ацтецький потрійний союз •  Імперія інків

## Геополітична ситуація
Османську державу очолює Мехмед II Фатіх (до 1481). Імператором Священної Римської імперії є Фрідріх III. У Франції королює Людовик XI (до 1483).
Апеннінський півострів розділений: північ належить Священній Римській імперії, середню частину займає Папська область, південь належить Неаполітанському королівству. Деякі міста півночі: Венеція, Флоренція, Генуя тощо, мають статус міст-республік.
Майже весь Піренейський півострів займають християнські Кастилія і Леон, де править Енріке IV (до 1474), Арагонське королівство на чолі з Хуаном II (до 1479) та Португалія, де королює Афонсо V (до 1481). Під владою маврів залишилися тільки землі на самому півдні.
Едуард IV є королем Англії (до 1470), королем Данії та Норвегії — Кристіан I (до 1481). Королем Угорщини є Матвій Корвін (до 1490), а Богемії — Їржі з Подєбрад (до 1471). У Польщі королює, а у Великому князівстві Литовському княжить Казимир IV Ягеллончик (до 1492).
Частина руських земель перебуває під владою Золотої Орди. Галичина входить до складу Польщі. Волинь належить Великому князівству Литовському. Московське князівство очолює Іван III Васильович (до 1505).
На заході євразійських степів від Золотої Орди відокремилися Казанське ханство, Кримське ханство, Ногайська орда. У Єгипті панують мамлюки, а Мариніди — у Магрибі. У Китаї править династія Мін. Значними державами Індостану є Делійський султанат, Бахмані, Віджаянагара. В Японії триває період Муроматі.
У Долині Мехіко править Ацтецький потрійний союз на чолі з Монтесумою I (до 1469). Цивілізація мая переживає посткласичний період. В Імперії інків править Панчакутек Юпанкі (до 1471).

## Події
- У Франції, поблизу Монтлері, відбулася битва між силами короля Людовика XI та Ліги суспільного блага, але жоден із супротивників не отримав перемоги.
- Приєднання герцогства Беррі до королівського домену Франції.
- Герцогом Орлеанським став Людовик II, майбутній король Франції.
- Герцогом Бургундії став Карл Сміливий.
- В Англії йоркісти взяли в полон колишнього короля Генріха VI й заточили його в Тауері.
- Шведського короля Карла VIII Кнутсона змістили з престолу.
- Розпочалася громадянська війна в Марокко. Династія Маринідів утратила владу.
- Султани Жанібек і Керей відкочовали від Абулхайр-хана в долини річок Таласа і Чу. У Семиріччі (Чуйська долина) утворюється Казахське ханство на чолі з Кереєм.
- Віджаянагару очолив магараджа Вірупакша II.

## Народилися
Див також: Категорія:Народились 1465
- 11 грудня — Асікаґа Йосіхіса, 9-й сьоґун сьоґунату Муроматі.

## Померли
Див також: Категорія:Померли 1465
- Карл Орлеанський, герцог, поет